# Государственные символы Беларуси
Государственные символы Республики Беларусь — это установленные Конституцией Беларуси отличительные знаки республики: Государственный Герб Республики Беларусь, Государственный флаг Республики Беларусь и Государственный гимн Республики Беларусь.
В центре герба — золотой контур границ Беларуси, наложенный на золотые лучи восходящего над земным шаром Солнца. Вверху находится пятиконечная звезда.

## История
С момента приобретения независимости (которая произошла вследствие распада СССР) Республика Беларусь приобрела государственные символы. Они включали в себя Бело-красно-белый флаг и герб «Погоню» с изображённом на нём всаднике с мечом на белом коне (иногда на серебряном коне).
После инициированного правительством референдума в 1995 году эти символы были изменены. Помимо этого у Беларуси появился национальный гимн. Все символы подтверждены конституцией.

## Упоминание в конституции
В 1994 году в Конституции Республики Беларусь, статья 19, упоминается о символах республики. Эта статья гласит:
Символами Республики Беларусь как независимой страны, являются национальный флаг, национальный герб и национальный гимн.
На данный момент каждый символ имеет собственную статью в Конституции.

## Флаг

Современный флаг Беларуси

Флаг Республики Беларусь в 1991—1995 гг. и современный флаг оппозиции

Национальный флаг используется с 7 июня 1995 года, через месяц после референдума. Флаг, наряду с гербом, подвергся значимым изменениям. Главными элементами флага являются две полосы — красная и зелёная. С левой стороны расположена вертикальная полоска с находящимся в нём орнаменте. Данный флаг является копией флага Белорусской ССР (1951), использовавшийся во времена СССР. В версии советских времён в верхнем левом углу были расположены серп и молот; красные штрихи в сегодняшнем флаге были белыми, а белые — красными. Некоторые чиновники и агентства используют немного другие разновидности флага.
Несмотря на официальную замену флага, противники действующего президента страны Александра Лукашенко используют прежний бело-красно-белый флаг. Флаг имеет три горизонтальные полосы — две (нижняя и верхняя) окрашены в белый цвет, а средняя — в красный. Он использовался с момента распада СССР в 1991 по 7 июня 1995.

## Герб

Современный герб Беларуси

Так же, как и флаг, герб был выбран на референдуме 1995 года. Элементы герба включают в себя полосы с цветами флага Беларуси, контуры границы Беларуси, колосья пшеницы и красную звезду. На двух нижних лентах на белорусском языке написано название страны. Разновидность этого герба была официальной эмблемой Белорусской ССР, созданной Иваном Дубасовым в 1950 году. В версии советских времён серп и молот были на месте контуров границы Беларуси и все полосы были красными. Слева и справа был написан социалистический девиз «Пролетарии всех стран, соединяйтесь!», написанный на белорусском и русском языках.
С момента распада СССР и по 7 июня 1995 года гербом была эмблема «Погоня». На красном фоне изображён вооруженный рыцарь на белом (или серебряном) коне, с мечом и щитом. На щите рыцаря показан патриархальный крест. Разновидность «Погони» является гербом Литвы.

## Гимн
Единственный символ, ни разу не поменявшийся за всю историю независимой Беларуси, — это гимн. Начиная с 1955 года песня «Мы, белорусы» использовалась как гимн Белорусской ССР. Оригинальный текст был написан Михасём Климковичем. После распада СССР текст из гимна был убран, и вплоть до 2002 года гимн состоял только из музыки, написанной Нестором Соколовским. 2 июля 2002 года Александр Лукашенко одобрил новый текст гимна, составленный Владимиром Каризной. Он предназначался для гимна Белорусской ССР. Также Лукашенко выпустил руководство по составлению государственного гимна. Причиной сохранения музыки Соколовского стало желание сохранить исторические традиции страны. В то время как ссылки на Ленина, КПСС и идею советского братства были отброшены, общая идея «дружбы народов» всё ещё остаётся в силе. По данным белорусского правительства, после принятия государственного гимна был завершён длительный процесс принятия трёх национальных символов Беларуси.

## Неофициальные символы
Помимо флага, герба и гимна, Беларусь имеет неофициальные национальные символы.
Так, Крест Евфросинии Полоцкой, сделанный в XII веке и утерянный во время Второй мировой войны, является духовным символом страны. Ещё одним символом Беларуси является зубр, появляющийся, в частности, на флаге и гербе Брестской области. Представители этого вида животных обитают в Беловежском лесу.
Среди других символов Беларуси белорусский орнамент, белый аист, василёк и белорусская буква «ў».

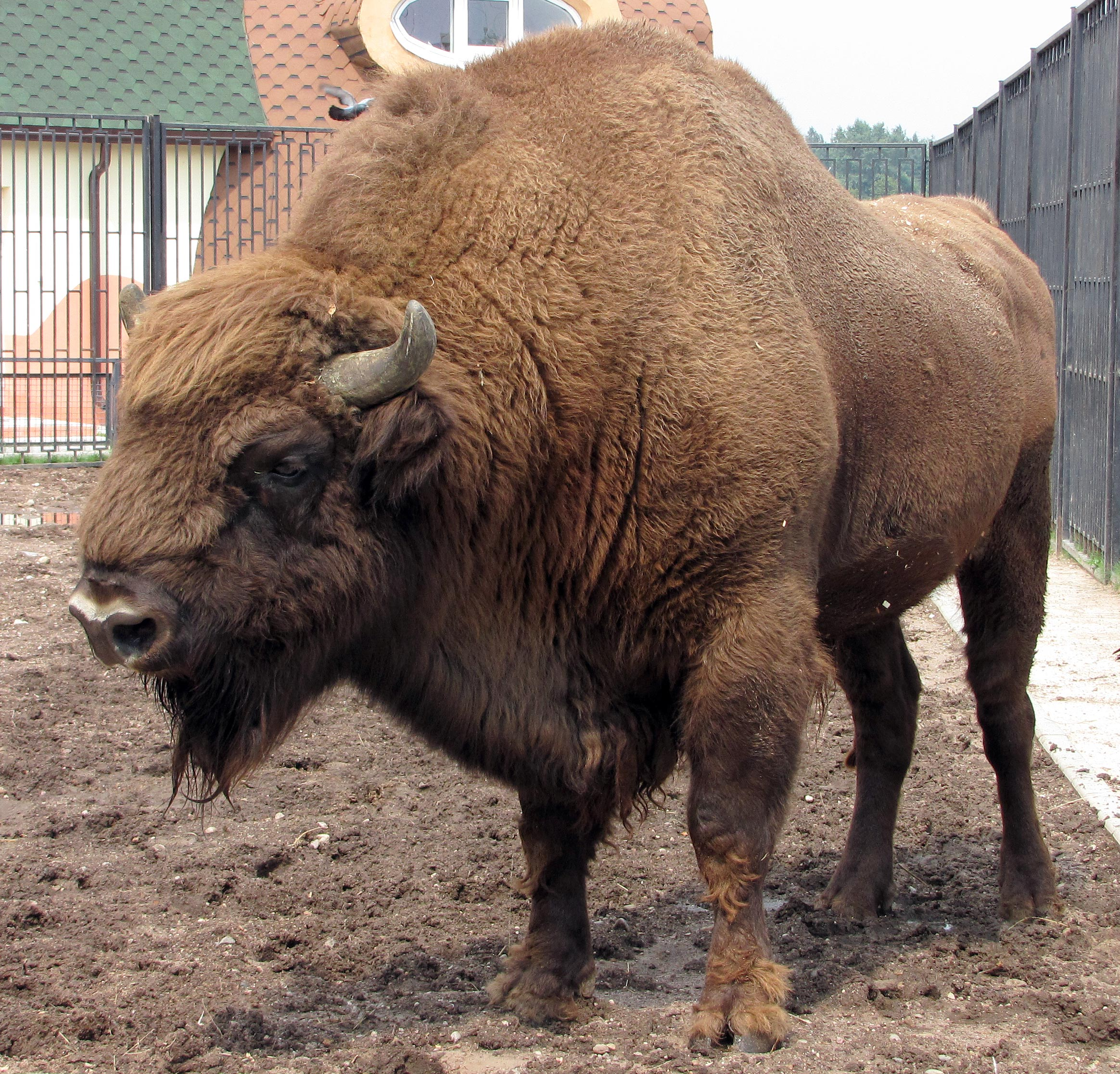
Самец зубра в зоопарке Минска
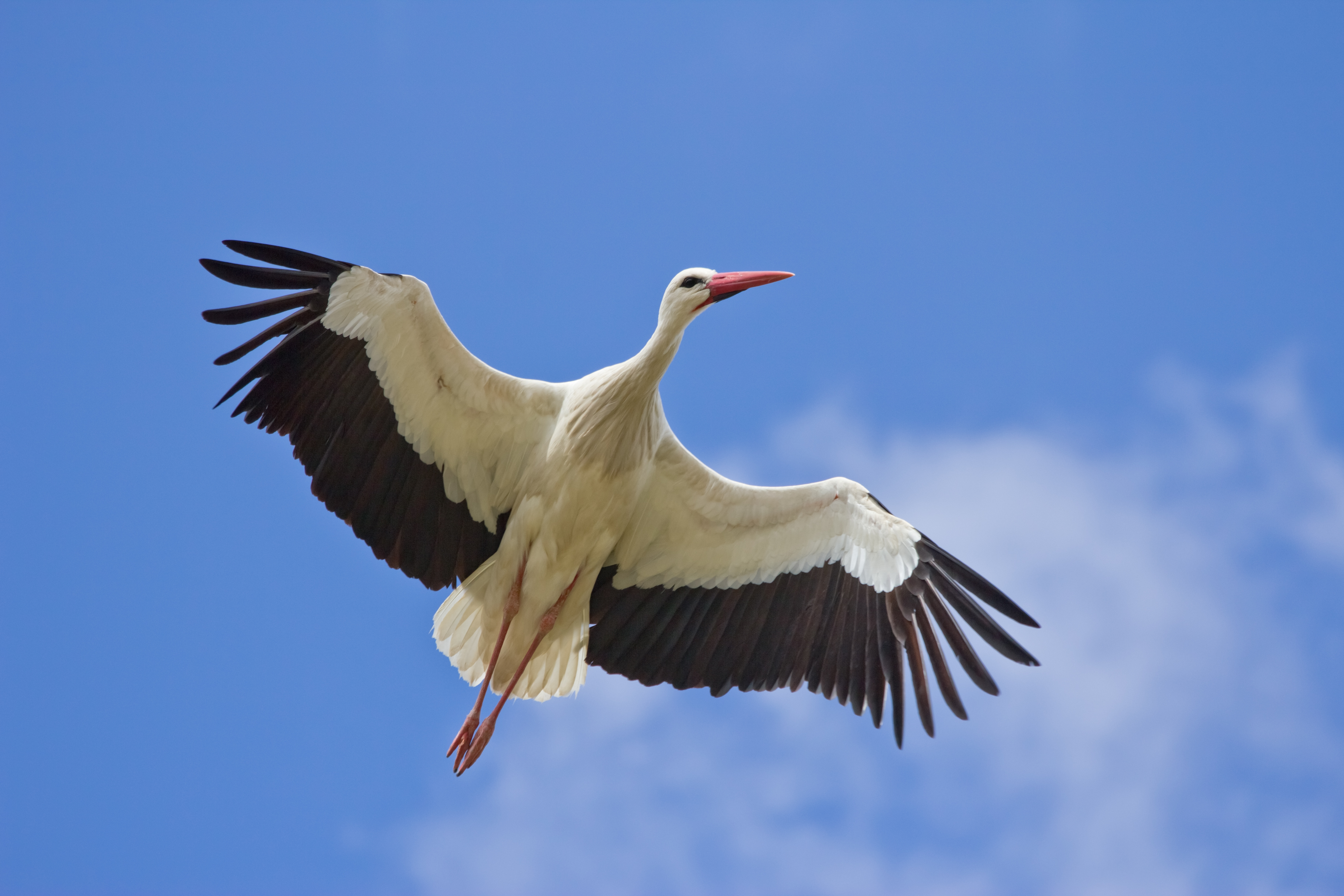
Белый аист
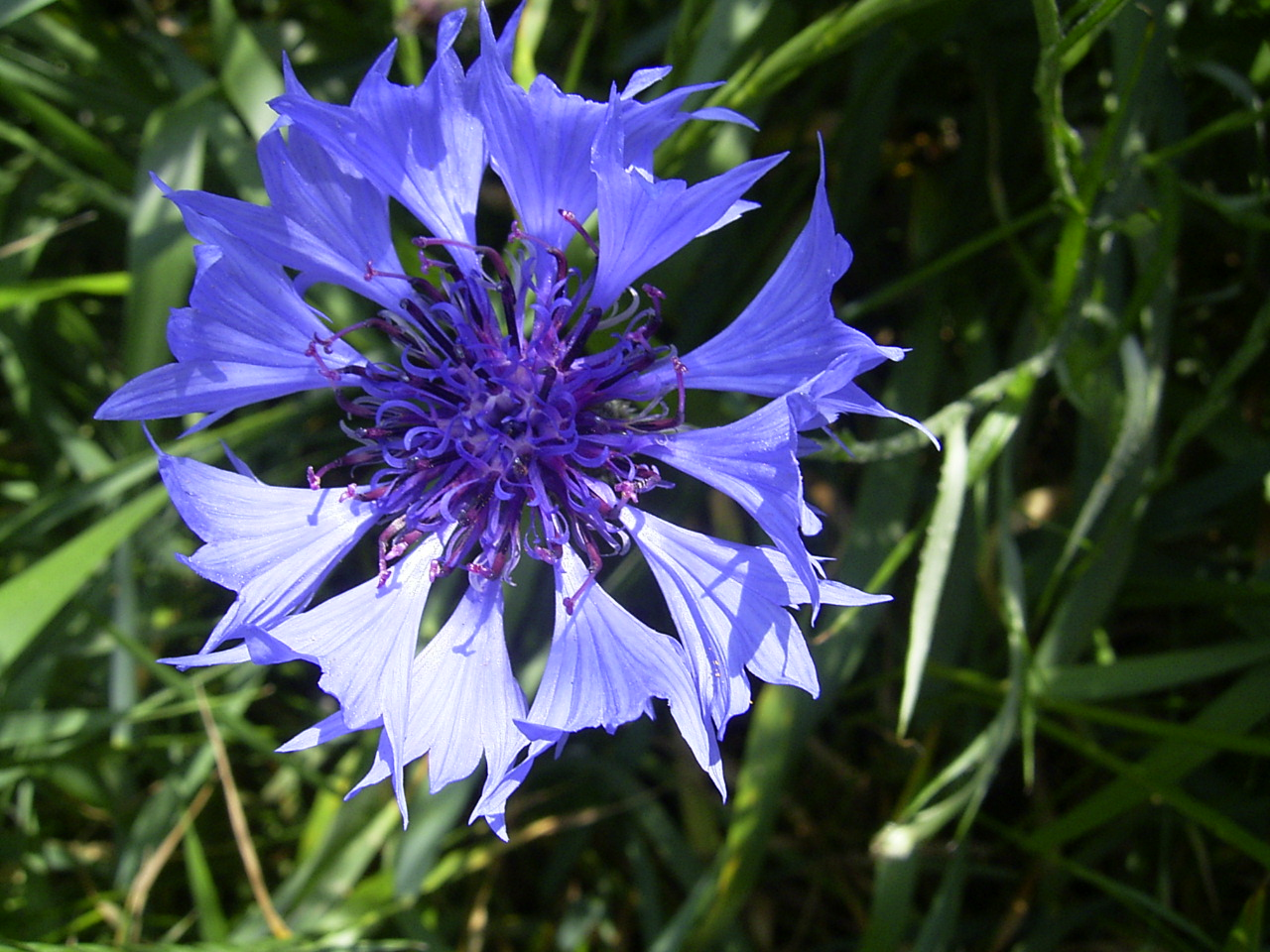
Василёк
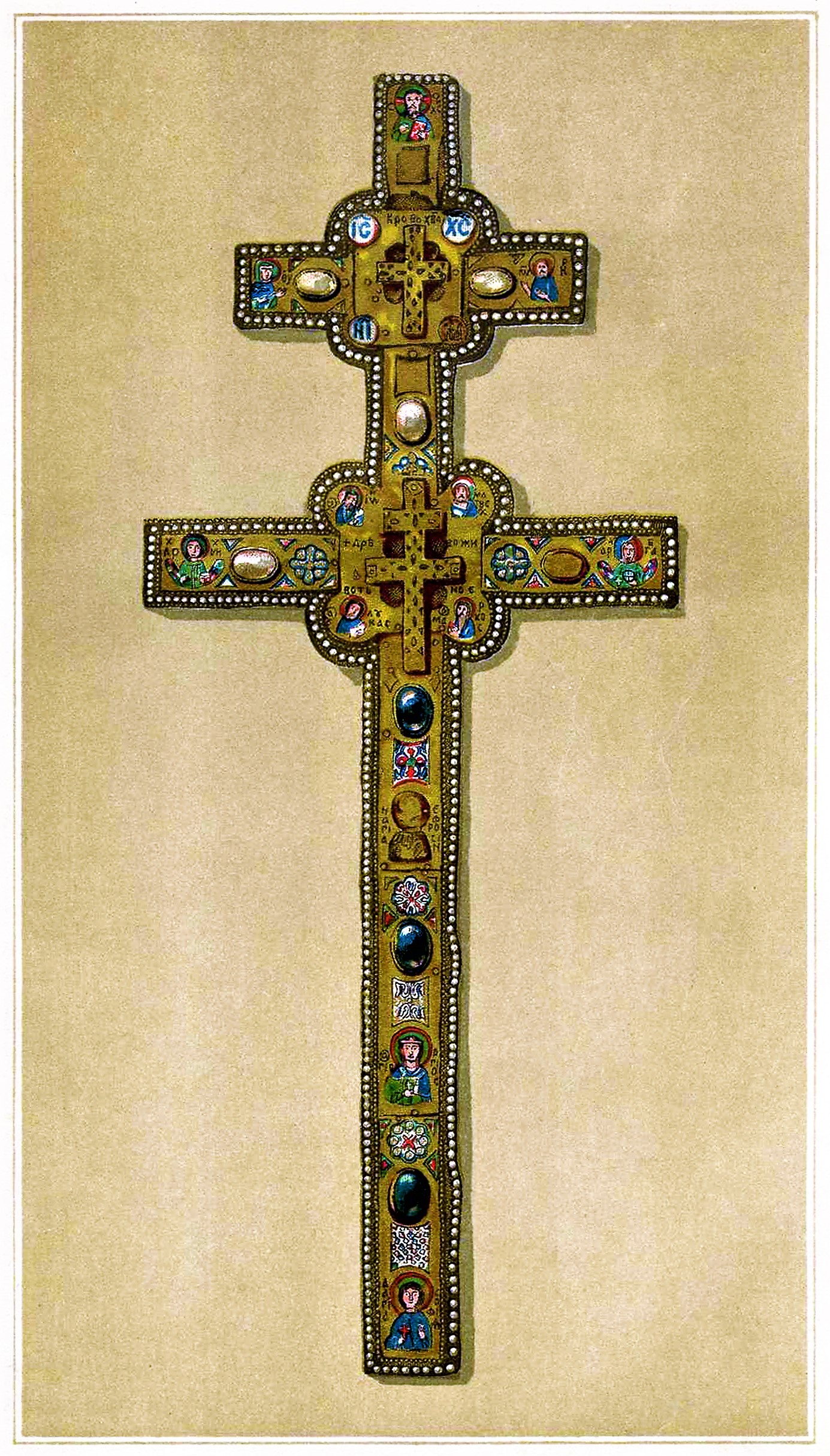
Крест Евфросинии Полоцкой
Памятник букве «Ў» в Полоцке
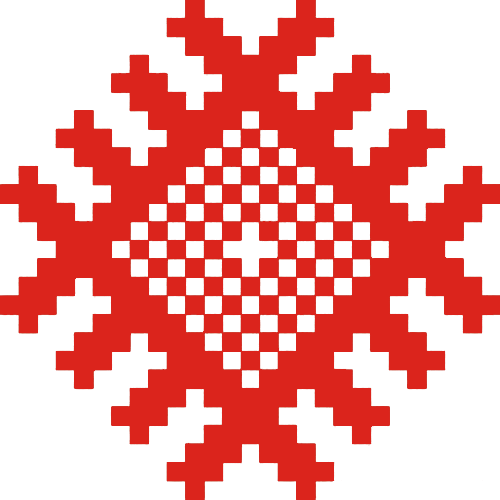
Белорусский орнамент